# Diego Hurtado de Mendoza y Quiñones
Diego Hurtado de Mendoza y Quiñones (Guadalajara, 1444-Madrid, 12 de setembre de 1502) fou un religiós i home d'estat castellà. En l'àmbit de l'Església exercí els càrrecs de bisbe de Palència (1471-1485) i arquebisbe de Sevilla (1485–1502), mentre que a nivell de la monarquia fou president del Consell de Castella (1483-1487).
Fill d'Íñigo López de Mendoza, comte de Tendilla, i d'Elvira de Quiñones.
Nomenat bisbe de Palència, començà a viure a la diòcesi el 1473. Durant el seu mandat, la regió patí una gran sequera i moltes terres van quedar despoblades. El 1481 es trobava a la ciutat de Toledo, on se celebrà el jurament del príncep d'Astúries Joan, fill dels Reis Catòlics, a la capella major de la catedral. Des d'aquesta seu fou promogut a l'arxidiòcesi de Sevilla, en ella hi celebrà sínode el 1490, i envià una constitució on prohibia als clergues dur cabell i barba llargues. Com a arquebisbe acompanyà a Isabel de Castella, el príncep Joan i les infantes al setge de Baza i es quedà amb ells a Úbeda.
L'any 1500 fou creat cardenal, dintre de la vuitena creació que feu Alexandre VI, a més d'atorgar-li el títol de Patriarca Llatí d'Alexandria. Més tard, acompanyà a Ferran el Catòlic i al príncep Joan fins a Santander a rebre la princesa Margarida d'Àustria, futura esposa del príncep, als quals casà el Diumenge de Rams a Burgos. Continuant amb la seva tasca com a arquebisbe, va enviar dos sacerdots perquè servissin a la conversió dels musulmans del regne de Granada, Antonio de Medellín i Alonso Gascón, que moriren mentre realitzaven la tasca encomanada, de fet l'arquebisbe va ser un dels que entraren amb els Reis Catòlics a la ciutat de Granada després de la seva conquesta. També ajudà a fundar el monestir de franciscans de San Antonio de Mondéjar.
Morí a Madrid el 12 de setembre de 1502 als 58 anys. Fou sebollit a la capella de Nuestra Señora de la Antigua, a la catedral de Sevilla.